# Anthony Bourdain: bez rezerwacji

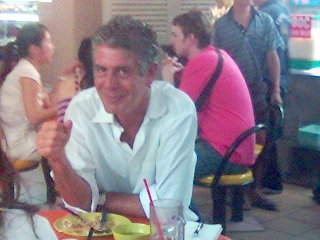
Bourdain w Singapurze

Anthony Bourdain: bez rezerwacji (ang. Anthony Bourdain: No Reservations) – amerykański cykl programów telewizyjnych o tematyce kulinarnej i podróżniczej wyprodukowany przez Travel Channel. Prowadzący Anthony Bourdain odwiedza różne kraje w poszukiwaniu ich kulinarnej specyfiki i tradycji, przy czym wykorzystuje swoje wieloletnie doświadczenie szefa kuchni zabarwione poczuciem humoru. Wyprodukowano 142 odcinki programu podzielone na dziewięć sezonów.
W 2010 program otrzymał nominację do nagrody Emmy za najlepszy scenariusz programu dokumentalnego.
W Polsce program emitowany jest na kanałach TLC i Kuchnia+.